# ヤン・バプティスト・ウェーニクス
ヤン・バプティスト・ウェーニクス（Jan Baptist Weenix、Jan Baptiste Weeninxとも、1621年 - 1659年ころ）は、17世紀オランダの画家である。比較的短い生涯であったが多様な多くの作品を残した。作品には遺跡や人物のいるイタリア風風景画や人物画、静物画を描いた。

## 略歴
アムステルダムで生まれた。アムステルダムの港近くで建築家の息子に生まれた。18世紀初めに画家の伝記を出版したアルノルト・ホウブラーケン（1660-1719）がウェーニクスの息子に聞いた話として、ウェーニクスは病気のためにうまく話せず、本を読むことが好きな子供であったので、母親が本屋の徒弟にしたが、商売にはむかず絵ばかり描いていたとと伝えている。
姉の義理の兄弟になった風景画家のヤン・ミケル（Jan Micker: 1598-1664）から絵を学んだ後、ユトレヒトに移り、アブラハム・ブルーマールト（1566-1651）の弟子になり、その後アムステルダムに戻ってニコラース・ムーヤールト（c.1592-1655）のもとで修行した。i
1639年に画家、ヒリス・ドンデクーテル（c.1575-1638）の娘と結婚した。1643年にムーヤールトのもとでともに修行したニコラース・ベルヘム（1620-1683）とローマに旅した。ローマのオランダやフランドル出身の画家達のグループ、「Bentvueghels」のメンバーとなり、「Bentvueghels」では互いを仇名で呼び合ったので、ウェーニクスは「Ratel（ガラガラ声のような意味）」と呼ばれた。4年間、ローマに滞在しローマ教皇インノケンティウス10世のために働いた。
オランダに戻った後、1649年にユトレヒトの聖ルカ組合に親方として登録され、この頃、哲学者のルネ・デカルトの肖像画を残している。
義理の兄弟のヘイスベルト・ドンデクーテル(Gijsbert d'Hondecoeter:c.1604–1653)が亡くなった後、甥のメルヒオール・ドンデクーテル
と自分の息子ヤン・ウェーニクス（Jan Weenix: 1641/1649–1719）に絵を教えた。1656年にユトレヒト近郊のVleutenに移り、1659年ころそこで亡くなったと推定されている。

## 作品

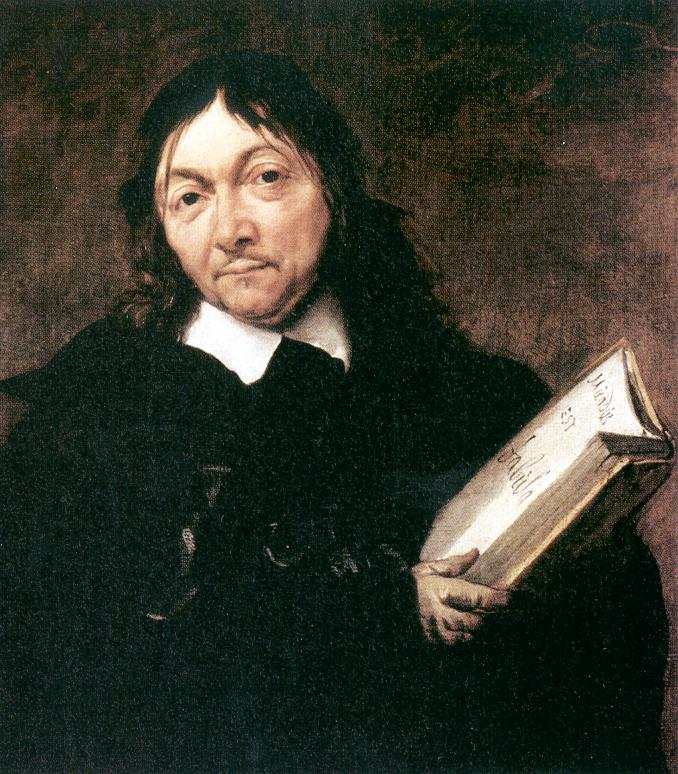
ルネ・デカルトの肖像画 (1647/1649) ユトレヒト中央博物館
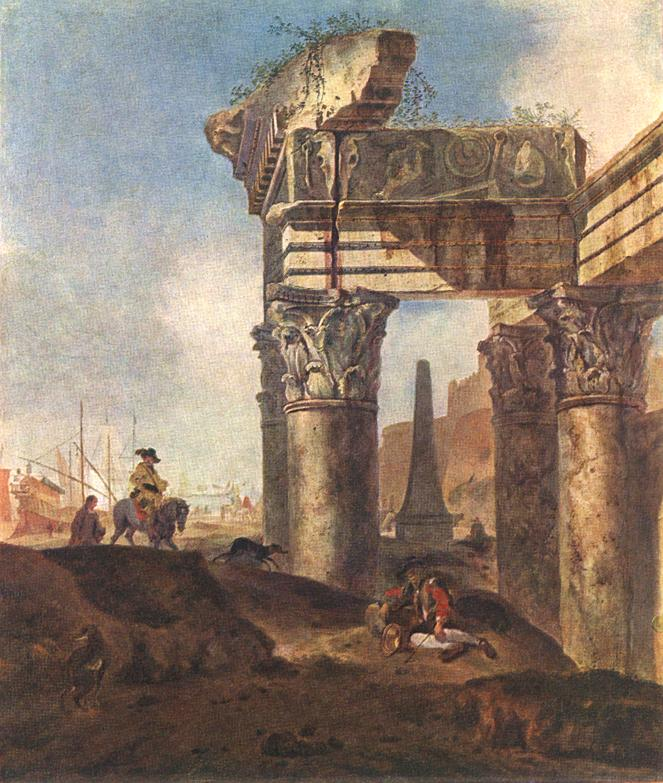
古代遺跡 ブダペスト美術館
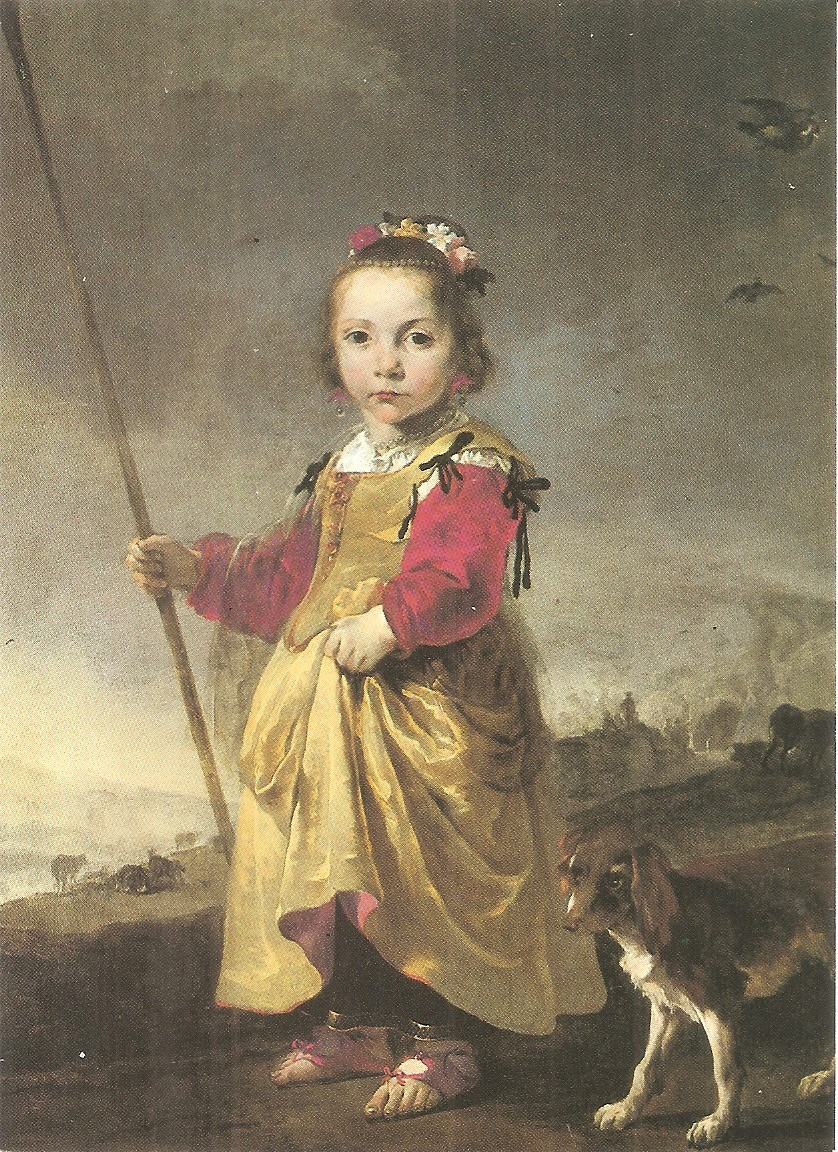
羊飼いの姿の少女 (1650) ピカルディー美術館
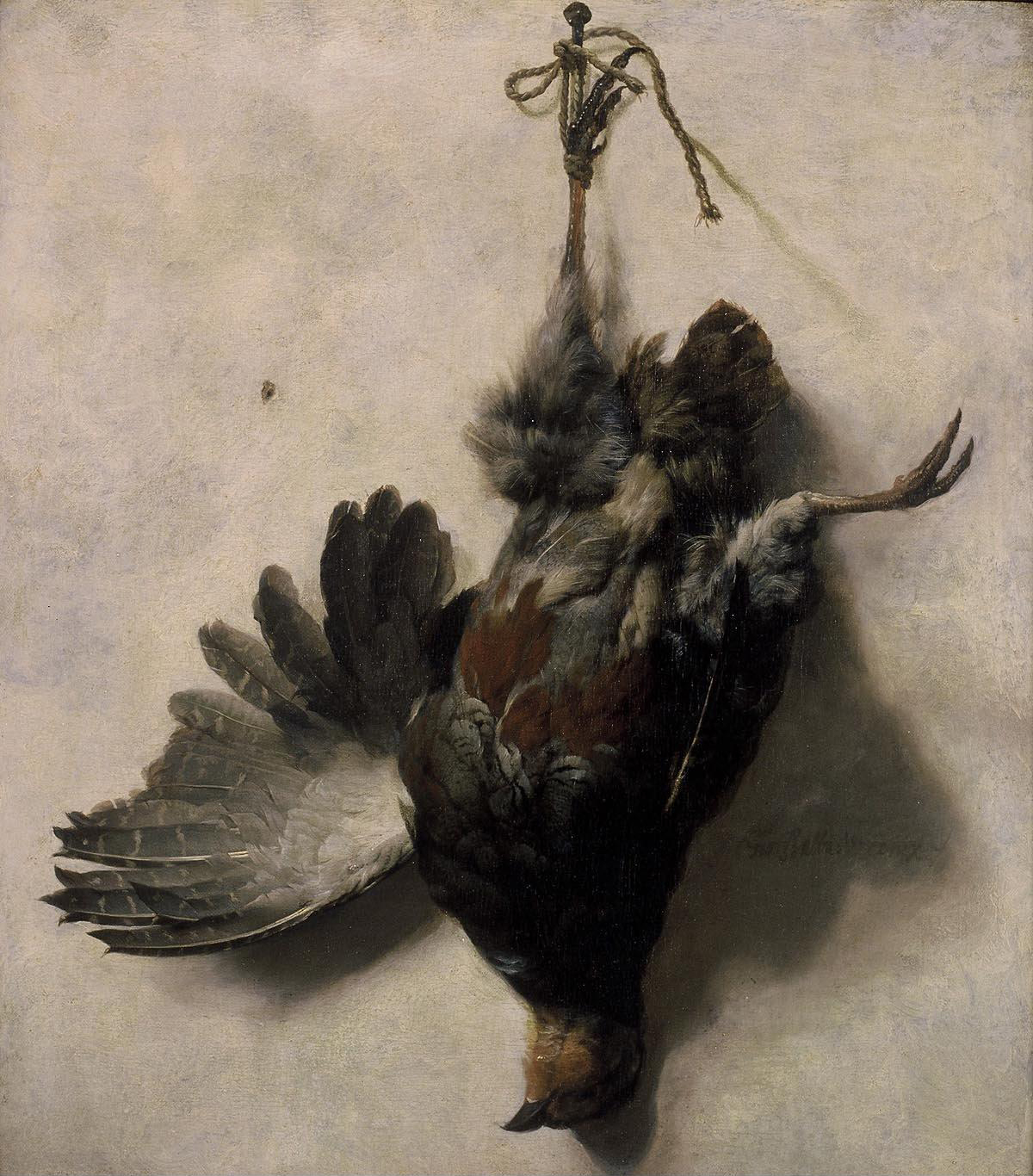
トロンプ・ルイユ (1650/1652) マウリッツハイス美術館

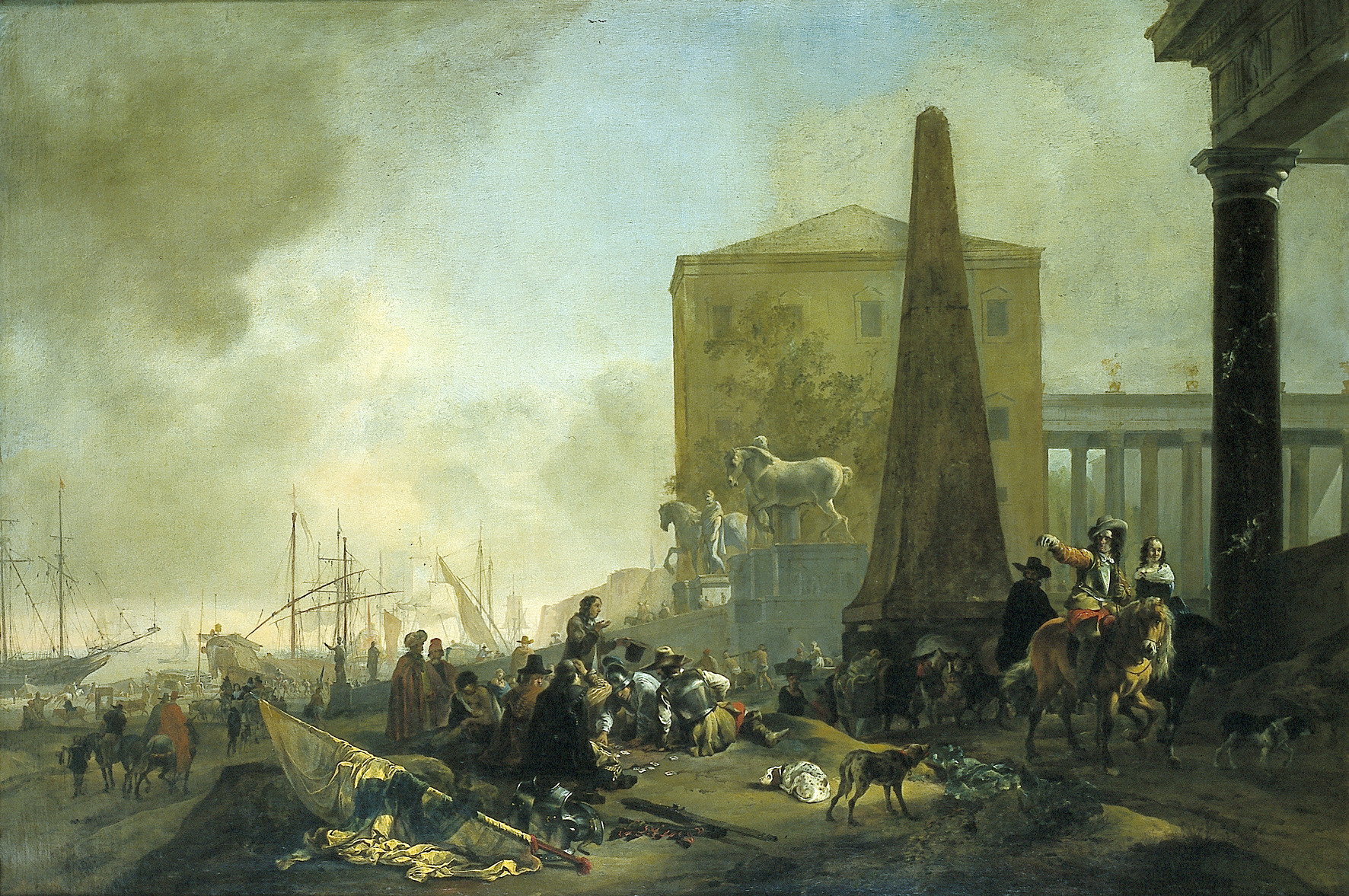
イタリアの港の風景(1949)
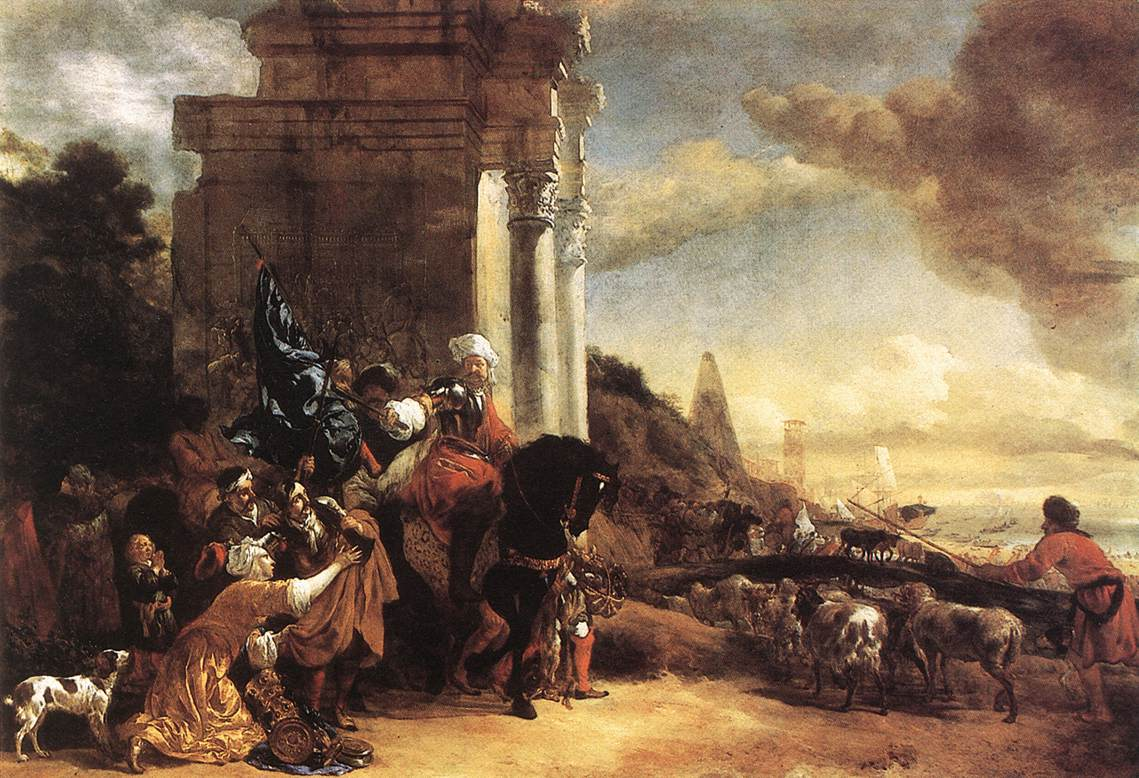
オリエントの人物の旅立ち (1647/1650) ルーブル美術館
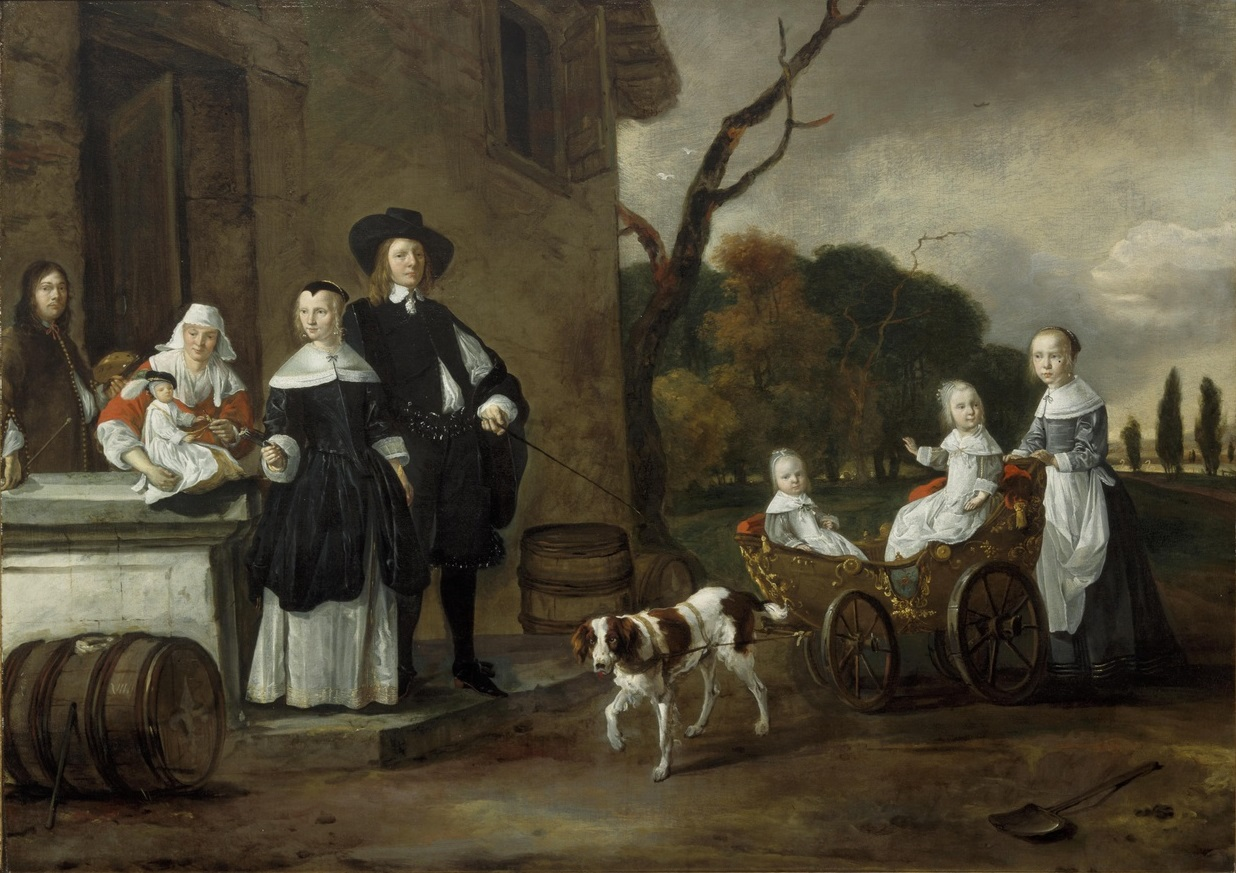
ある家族の集団肖像画 (1650/1659) ユトレヒト中央博物館